# Bactrocera consectorata
Bactrocera consectorata
 es una especie de díptero que Drew describió por primera vez en 1989. Bactrocera consectorata pertenece al género Bactrocera de la familia Tephritidae.